# Pro-labore
Pro-labore é uma locução em língua latina que significa "pelo trabalho". O aportuguesamento "pró-labore" é a remuneração do trabalho realizado por sócio, gerente ou profissional. No Brasil, o pró-labore deve recolher 11% para o INSS no Simples Nacional e 31% no lucro presumido.

## Conceito contábil
Existem duas formas de remunerar os sócios de uma empresa: o pró-labore e a distribuição de lucros.
O pró-labore é a remuneração dos sócios que trabalham na empresa e corresponde ao salário de um administrador contratado para isso. O instrumento serve para orientar sobre os diversos aspectos da inclusão da remuneração dos sócios, nos custos. O cálculo do pró-labore faz-se necessário para se chegar ao pagamento justo do trabalho dos sócios na empresa. O pró-labore é parte componente dos custos empresariais.
Assim, o valor do pró-labore deve ser definido com base nos salários de mercado para o tipo de atividade que o sócio presta. Não se deve retirar mais recursos como pró-labore do que se pagaria a um empregado que realizasse as tarefas que os sócios que trabalham na empresa realizam. Isto seria antieconômico.
O pró-labore é considerado uma despesa administrativa e deve ser apropriadamente custeado e pago, conforme o vencimento das obrigações da empresa.
Apesar de ser muito confundido como  "salário", não se confunda. Ele é considerado uma verba concedido fora das circunstâncias normais. Ou seja, dentro da despesa administrativa.
O pró-labore é obrigatório no Brasil para sócios administradores, definido no decreto 3.048/99, do regulamento da previdência social.